# Kevin Horgmo
Kevin Horgmo (Åmot, 23 september 2000) is een Noors motorcrosser.

## Carrière
Horgmo bracht een groot deel van zijn juniorcarrière door onder leiding van voormalig Grand Prix-rijder Kenneth Gundersen. Hij behaalde zijn eerste nationale titel in 2013 in de 85cc-klasse en nam daarnaast deel aan het Europees Kampioenschap Motorcross. In 2014 debuteerde hij in het FIM Wereldkampioenschap Motorcross Junioren in de 85cc-klasse, waar hij drie punten behaalde.
Horgmo stapte in 2015 over naar de EMX125-klasse van het Europees Kampioenschap. Nadat hij gedurende het seizoen sporadisch punten had gescoord, wist Horgmo zijn eerste toptienplaats te behalen in de laatste ronde van het seizoen, met een zevende plaats in de tweede race. In hetzelfde seizoen won hij de nationale kampioenschappen in de 125cc-klasse van zowel Noorwegen als Zweden. In 2016 begon Horgmo zich te manifesteren in het EMX125-kampioenschap naarmate het seizoen vorderde, met onder meer een tweede plaats in de tweede race in Groot-Brittannië. Hij liep in de volgende ronde een blessure op, waardoor hij het seizoen vroegtijdig moest afsluiten.
2017 was Horgmo's laatste seizoen op een 125cc-motor en hij reed voor het CreyMert Racing KTM-team. Dit was een uitstekend seizoen voor Horgmo, waarin hij drie podiumplaatsen behaalde in de EMX125-klasse, waaronder zijn eerste eindzege in de Franse GP. Daarnaast was Horgmo dat jaar een van de koplopers in het FIM Junior Wereldkampioenschap, waar een tweede plaats in de tweede race voldoende was om de bronzen medaille mee naar huis te nemen. Na deze prestaties werd hij opgeroepen om voor Noorwegen te rijden tijdens de Motorcross der Naties 2017, waar het land zich niet kon kwalificeren voor de hoofdraces.
Horgmo verlengde zijn contract met het CreyMert KTM-team voor de seizoenen 2018 en 2019. Het Europees Kampioenschap van 2018 zou zijn eerste zijn in de EMX250-klasse. Na twee tweede plaatsen in de manches gedurende het seizoen, sloot Horgmo het seizoen af met een tweede plaats in het algemeen klassement in de laatste ronde in Assen, achter Jett Lawrence. De tiende plaats in het eindklassement was zijn deel. Horgmo behaalde tevens de Noorse kampioenstitel in de MX2-klasse.
In het Europees Kampioenschap van 2019 had Horgmo een sterke start in de EMX250, met twee top drie-finishes in de eerste twee rondes. Hij miste vervolgens de volgende drie rondes vanwege een gebroken kaak, opgelopen tijdens een Dutch Masters of Motocross-evenement. Na zijn herstel maakte hij zijn debuut in de MX2-klasse van het FIM Wereldkampioenschap motocross 2019 in Tsjechië, waar hij een tiende plaats behaalde in de tweede race. Hij keerde vervolgens terug naar de EMX250-klasse in België, waar hij als tweede eindigde in het algemeen klassement, maar besloot de laatste wedstrijd over te slaan om zijn tweede MX2-deelname in Zweden te maken. Horgmo reed in 2019 nog één laatste Grand Prix, in Turkije, ditmaal voor het Marchetti Racing KTM-team. Hierna maakte hij zijn tweede optreden voor zijn land tijdens de Motorcross der Naties 2019. Het Noorse team behaalde een van hun beste prestaties ooit en eindigde als twaalfde in het algemeen klassement, terwijl Horgmo vierde werd als beste MX2-coureur in de hoofdraces.
Na eind 2019 als gastcoureur bij hen te hebben gereden, tekende Horgmo in 2020 voor Marchetti Racing KTM voor zijn fulltime debuut in het MX2 Wereldkampioenschap. Het bleek een zwaar seizoen voor Horgmo, waarin hij moeite had zich aan te passen aan het team en drie keer in de top tien eindigde op weg naar de achttiende plaats in het eindklassement. Na zijn vertrek bij het Marchetti-team maakte hij gebruik van de mogelijkheid om terug te keren naar de EMX250-klasse in 2021. Dit zou Horgmo's meest succesvolle EK-seizoen blijken te zijn, waarin hij vanaf de eerste ronde de strijd aanging met de uiteindelijke kampioen Nicholas Lapucci. Hij behaalde zes podiumplaatsen, drie raceoverwinningen en twee overwinningen in het algemeen klassement en eindigde als tweede. Daarnaast maakte hij drie wildcard-deelnames in de MX2-klasse van het FIM Wereldkampioenschap Motocross 2021, met een twaalfde plaats als beste raceresultaat.
Na zo'n sterk seizoen tekende Horgmo voor het F&H Kawasaki-team voor een fulltime terugkeer naar de MX2-klasse in het FIM Motocross Wereldkampioenschap van 2022. Hij nam zijn goede vorm mee naar het nieuwe seizoen en eindigde consistent in de top tien in de eerste drie ronden, voordat hij zijn eerste resultaat in de top drie behaalde in de tweede race tijdens de Portugese GP. Twee ronden later verzekerde hij zich van zijn eerste algemene podium door als tweede te eindigen in het algemeen klassement in Letland. Nadat hij als vierde eindigde in het eindklassement, maakte Horgmo zijn vierde verschijning voor Noorwegen op de Motorcross der Naties 2022, waarmee hij zijn land hielp dertiende te eindigen. 2023 zou Horgmo's laatste seizoen in het MX2 Wereldkampioenschap zijn. Hij begon het seizoen sterk met een tweede plaats in race twee in Argentinië. Ondanks dat hij consistent in de top tien eindigde, had hij moeite om zo hoog te eindigen als in het vorige seizoen tot de Zweedse ronde waar hij de kwalificatierace kon winnen. Twee ronden later, in Turkije, behaalde hij zijn eerste overwinning in het wereldkampioenschap en zijn tweede podiumplaats ooit. Na een zevende plaats in het eindklassement, maakte Horgmo zijn vierde deelname voor Noorwegen aan de Motorcross der Naties 2023.
Horgmo tekende voor het Team Ship to Cycle Honda Motoblouz SR-team om zijn debuut te maken in de MXGP-klasse van het FIM Wereldkampioenschap van 2024. In de competitieve MXGP-klasse eindigde Horgmo het hele seizoen consistent in de top tien, waarbij hij streed tegen fabrieksrijders en een zesde plaats behaalde als beste overall resultaat in de eerste Indonesische ronde. Ondanks dat hij vanwege ziekte niet aan de laatste GP deelnam, eindigde Horgmo als achtste in het eindklassement, één plaats voor zijn teamgenoot Valentin Guillod. Naast de MXGP nam hij deel aan het Franse Elite Motocross Kampioenschap van 2024, waar hij vierde werd in het Elite-MX1-klassement en één race won. Aan het einde van het seizoen vertegenwoordigde Horgmo Noorwegen tijdens de Motorcross der Naties 2024, waar het team als zeventiende eindigde.

## Palmares
- 2017:  FIM Motocross Junior World Championship 125cc
- 2021:  EMX250